# Фюре, Франсуа
Франсуа́ Фюре́ (фр. Francois Furet; 27 марта 1927, Париж — 12 июля 1997, Тулуза) — французский историк, профессор. Член Французской Академии наук и иностранный член Американского философского общества (1989).

## Биография
Его отец был банковским служащим. Учился в элитном парижском лицее Жансон-де-Сайи, где показал отличные знания. После окончания оного в 1946 году, поступает на гуманитарный и юридический факультеты Парижского университета. В 1950 году из-за туберкулеза вынужден прервать обучение и уехать на лечение в Альпы. До 1954 года он то проходит лечение в санатории, то продолжает своё обучение в Париже. В это же время он начинает углубленно изучать историю.
В 1954 году он блестяще сдает выпускные экзамены и его назначают на работу учителем средней школы в Компьене, где работает до 1955 года. Позже он был переведен в Фонтенбло.
В 1956 году Ф. Фюре начинает свою научную деятельность в Национальном центре научных исследований (CNRS) во Франции. Основная сфера его интересов — французская революция. В это же время он начинает сотрудничать с французским еженедельным журналом «Новый обозреватель».
Франсуа очень рано начал политическую деятельность. Член коммунистической партии с 1947 года, он покинул её в 1959 году и был одним из основателей Объединённой социалистической партии в 1960 году.
В 1966 году он начинает работу в Школе высших исследований в области социальных наук (EHESS) в Париже, где с 1977 по 1985 год является Президентом. Был одним из основателей Фонда Сен-Симона.
С 1985 года он каждую осень уезжает читать лекции в несколько университетов США, в том числе в Чикагский университет, где получает должность Профессора в Комитете по социальной мысли. Работа в США принесла ему почетную степень Гарвардского университета.
Ф. Фюре дважды посещал Россию, бывал в Москве.
Он был избран членом Французской Академии наук 20 марта 1997 года.
19 июня 1997 года он писал: «Спасибо за письмо и хорошие новости относительно издания моей книги [„История одной иллюзии“] по-русски. Я необычайно счастлив и готов приехать на её презентацию». Но 8 июля 1997 года в деревне Сент-Пьер Тоирак, на юге Франции, во время игры в теннис Франсуа Фюре упал и получил травму головы, после чего был направлен на лечение в госпиталь в Тулузе, где через несколько дней, 12 июля, он скончался от сердечного приступа. Внезапная смерть помешала ему в третий раз посетить Россию и быть официально представленным в Академии наук.
Франсуа Фюре был женат дважды. У него остались два ребенка: от первого брака сын Антуан и дочь Шарлота от второго брака с Деборой Кан.

## Научная деятельность
Ранние работы Франсуа Фюре были посвящены социальной истории буржуазии XVIII века, но с 1961 года он меняет сферу своих научных интересов на историю Французской революции. Первоначально он был сторонником марксистской теории, но позже отказался от этой концепции и перешел к «ревизионистам», оспаривающим марксистское понимание французской революции как одной из форм классовой борьбы.
В отличие от большинства французских историков своего поколения, Ф. Фюре был открыт для идей англоязычных историков, особенно Альфреда Коббена.
В своей первой работе о революции («La Revolution», 1966) Ф. Фюре утверждал, что в первые годы Революция носила доброкачественный характер, однако после 1792 года её занесло в господство террора, крови и жестокости.
В одной из своих работ он обращает внимание на то, что революция рассматривается в основном с политической точки зрения, а экономические и социальные причины остаются без внимания.
Сочинения Ф. Фюре о революции, как правило, сосредоточены на её историографии. Помимо изучения истории революции, он провел исследование совместно с Жаком Озуфом о росте грамотности в XVIII веке во Франции.
Франсуа Фюре использовал термин «тоталитарные близнецы», сравнивая коммунизм с фашизмом и нацизмом. Он считал, что фашизм появился в ответ на коммунизм.
В 1978 году была издана его книга «Постижение французской революции», где представил революцию не как результат социального и классового конфликта, а больше как конфликт по поводу смысла и применения эгалитарных и демократических идей. Книга посвящена пересмотру традиционных концепций Французской революции и поиску новых категорий для её исторического осмысления. Интересной особенностью книги является её изложение, которое идёт в порядке, обратном ходу работы: первая часть, где автор раскрывает проблему, написана на 7 лет позже второй, концептуальной части, которая возникла в результате полемики с марксистскими историками французской революции.
«По-настоящему беспристрастная история Французской революции еще не написана. Не написана даже в самой Франции», — считал Франсуа Фюре. Эта книга является одним из основных его трудов и переведена на многие языки, в том числе и на русский.
Во время одного из своих визитов в Россию Франсуа Фюре и его друг, Клод Лефор, посетили Красную площадь. Стоя у собора Василия Блаженного, Франсуа воскликнул: «Смотри, вот она!» Осмотрев её всю, Лефор разочаровано произнес: «Она такая маленькая, а так много значила в нашей жизни». Франсуа тут же ответил: «Вот так неожиданно мы расстаемся с нашими иллюзиями!». Вскоре была издана его книга «Прошлое одной иллюзии»(1995 год). В этой книге присутствуют неотрефлексированные страхи и настойчивое желание понять причины столь большой привлекательности коммунистических идей для европейской интеллигенции. Книга посвящена советскому режиму. Автор дает представление об идеологических постулатах, лежавших в основе государства Советов, и о том, как эти постулаты с течением времени видоизменялись. Постепенно, от страницы к странице Ф. Фюре создает полный трагизма образ советского тоталитарного государства. Он представляет взгляд человека, стоящего по ту сторону «железного занавеса», показывает хрупкость тоталитарного режима. Книга была переведена на 16 языков мира и вызвала сенсацию во Франции: было продано более ста тысяч экземпляров. На русском она вышла уже после смерти автора, в 1998 году.

## Влияние на общественные науки
В своей книге «Постижение французской революции», Ф.Фюре берет теорию «революционного сознания». На смену идее монарха, олицетворяющего собой государственность, приходит идея нации, народа, становящегося субъектом всех прав. Этот сдвиг оказывает весомое влияние на последующее политическое мышление, лексикон, эмблематику. В первую очередь, это проявляется в новой политической риторике. Отныне каждая общественная группа, притязающая на власть, заявляет о том, что её цель — осуществить волю народа.
Ф. Фюре один из тех, кто внёс наибольший вклад в возобновление политических исследований во французской историографии.
Одна из важных заслуг Франсуа Фюре в изучении Революции — новое прочтение историографии XIX века, часто считавшейся устаревшей, но в то же время богатой идеями и противоречивой, уже тогда поставившей главные вопросы нашего времени.
Из-за его влияния в истории и историографии, Фюре получил одни из самых престижных наград, среди них:
- Премия Алексиса де Токвиля за гуманизм, 1991
- Европейская премия за вклад в развитие социальных наук, 1996
- Премия Ханны Арендт за политическое мышление, 1996
- Почетный диплом Гарвардского университета.

## Критика сторонников и противников
В 1970—1980-х гг. многие коллеги по цеху истории объявили его «ревизионистом», посягнувшим на святость революционного наследия, а его предсмертная книга выявила, что всю жизнь он хранил глубокий пиетет к революции. Для него истинная и единственная революция совершилась в конце XVIII века. Большевики, по его мнению, лишь узурпаторы чужого слова и чужого наследия.
Франсуа Фюре обвинялся в приверженности абстрактной теории идей. Мишель Тропер, как приверженец точных понятий, заявил, что историк должен держаться в рамках строгих юридических формулировок.
«Он был ответственным, более чем кто-либо, за возрождение либеральной мысли во Франции», сказал Натан Тарков, профессор политических наук в Комитете по социальной мысли в Чикагском университете.